# Assedio di Breda (1577)
Nel 1577, durante la guerra degli ottanta anni, il controllo della città di Breda, nei Paesi Bassi, doveva essere trasferito dal tercio dell'Impero spagnolo agli Stati Generali della Repubblica delle Sette Province Unite, in virtù degli accordi firmati nella pace di Gand dello stesso anno.
Dopo l'uscita da Breda delle truppe spagnole, il tercio tedesco al servizio della Spagna si rifiutò di abbandonare la città senza un compenso economico, e per questo motivo Guglielmo d'Orange, barone di Breda, ordinò di porre l'assedio alla città.
Dopo cinque mesi di conversazioni diplomatiche infruttuose e altri due mesi di assedio, i soldati della guarnigione tedesca, disobbedendo al proprio comandante, diedero la città in cambio del pagamento del denaro concordato con gli olandesi.

## Contesto
Dal 1566 - 68, le provincie del nord dei Paesi Bassi, fino ad allora sotto il dominio spagnolo, iniziarono una lotta contro la Spagna (la guerra degli ottant'anni o guerra delle Fiandre), motivata dalla pressione fiscale e dall'intransigenza religiosa spagnola verso il protestantesimo che era maggioritario nei Paesi Bassi.
Il febbraio 1577 don Giovanni d'Austria, governatore dei Paesi Bassi spagnoli a nome del re Filippo II di Spagna, firmò un accordo con gli Stati Generali della Repubblica delle Sette Province Unite, detto Editto perpetuo, nel quale si confermava l'accettazione di quanto stabilito nella Pacificazione di Gand, che includeva la ritirata del tercio dell'Impero spagnolo dai territori olandesi.

### Breda
La città di Breda, nella provincia del Brabante, era già dal 1403 proprietà della casa di Nassau, e dall'inizio della guerra, di Guglielmo I d'Orange, che ostentava il titolo de barone di Breda.  Si sperava che con l'imminente partenza delle truppe spagnole la città sarebbe passate nelle sue mani, ma poiché Guglielmo aveva rifiutato di accettare l'Editto Perpetuo, non la poteva richiedere ufficialmente.
Tra il 16 ed il 18 marzo del 1577 le truppe spagnole che formavano la guarnigione di Breda abbandonarono la città in direzione di Maastricht;  quattro giorni dopo il governatore spagnolo di Breda, Francisco Verdugo nominato da Jerónimo de la Roda, trasferì il comando della piazza ad una guarnigione di mercenari tedeschi al servizio del re di Spagna, sotto il comando del colonnello Fronsberg. Questo atto, contrario alla Pacificazione di Gand, che obbligava alla consegna della città agli Stati Generali, provocò le proteste di questi.
I soldati tedeschi si rifiutarono di abbandonare la piazza sostenendo che secondo gli accordi dell'Editto Perpetuo avevano diritto a occuparla finché gli Stati Generali non avessero soddisfatto totalmente il pagamento dei salari del tercio tedesco. Nello stesso tempo che ciò accadeva a Breda, altre città incontravano con la stessa situazione: anche Boscoreale, Roermond o Anversa erano occupate dalle truppe tedesche del tercio spagnolo.

## Colloqui
Furono iniziati colloqui diplomatici tentando di trovare un'uscita pacifica dal conflitto;  il consiglio degli Stati olandesi propose a Philippe van der Meeren, signore di Saventhem, come governatore di Breda, leale al re di Spagna e nato nel paese, cosa che non fu gradita da Guglielmo d'Orange;  il 22 maggio gli Stati Generali offrirono ai soldati tedeschi due mesi di paga in moneta ed un altro mese in beni in cambio del ritiro dalla città.
Giovanni d'Austria, come governatore generale dei Paesi Bassi, intermediò nei colloqui tra le parti, fingendo di cercare una soluzione, quando in realtà stava temporeggiando con gli olandesi, sostenendo la permanenza delle truppe a Breda.  Nel frattempo, il mantenimento dei soldati tedeschi era a spese della cittadinanza di Breda, il che provocava situazioni di tensione tra i soldati e i cittadini.

## Assedio
Alla metà di agosto, quando apparve chiaro che i negoziati tra i soldati tedeschi e gli Stati Generali non andavano a termine, Guglielmo d'Orange inviò l'ordine alle truppe sotto il comando del conte di Champaigne di assediare la città.
I soldati, attratti dalla promessa della paga, diretti da Hans Jacob von Castell, tenente colonnello della guarnigione, arrestarono il loro colonnello Fronsberg e consegnarono la piazza agli olandesi.

## Resa
Il 4 ottobre del 1577, essendosi accordati per il pagamento di quattro mesi di soldo, uno dei quali in beni, i soldati tedeschi abbandonarono la città, che fu immediatamente occupata dalle forze di Hohenlohe, a nome di Guglielmo d'Orange.
La città rimase sotto il controllo olandese fino al 1581, quando i soldati spagnoli di Claude de Berlaymont la occuparono nuovamente.